# Cuadrilla Vieja
Cuadrilla Vieja är en ort i Mexiko.   Den ligger i kommunen Villa Victoria och delstaten Mexiko, i den sydöstra delen av landet, 90 km väster om huvudstaden Mexico City. Cuadrilla Vieja ligger 2 621 meter över havet och antalet invånare är 1 015.
Terrängen runt Cuadrilla Vieja är kuperad åt nordost, men åt sydväst är den platt. Runt Cuadrilla Vieja är det ganska tätbefolkat, med 166 invånare per kvadratkilometer. Närmaste större samhälle är San Antonio de las Huertas, 5,8 km norr om Cuadrilla Vieja. Trakten runt Cuadrilla Vieja består till största delen av jordbruksmark.